# 马尼莱瑞塞
马尼莱瑞塞（法語：Magny-lès-Jussey，法語發音：[maɲi lɛ ʒysɛ]，意为“瑞塞附近的马尼”）是法国上索恩省的一个市镇，属于沃苏勒区。

## 地理
马尼莱瑞塞（47°51'23"N, 5°58'43"E）面积9.31 平方千米，位于法国勃艮第-弗朗什-孔泰大區上索恩省，该省份为法国东部内陆省份，北起顺时针与孚日省、贝尔福地区省、杜省、汝拉省、科多尔省和上马恩省接壤。
与马尼莱瑞塞接壤的市镇（或旧市镇、城区）包括：奥尔穆瓦、桑德勒库尔、萨蓬库尔。

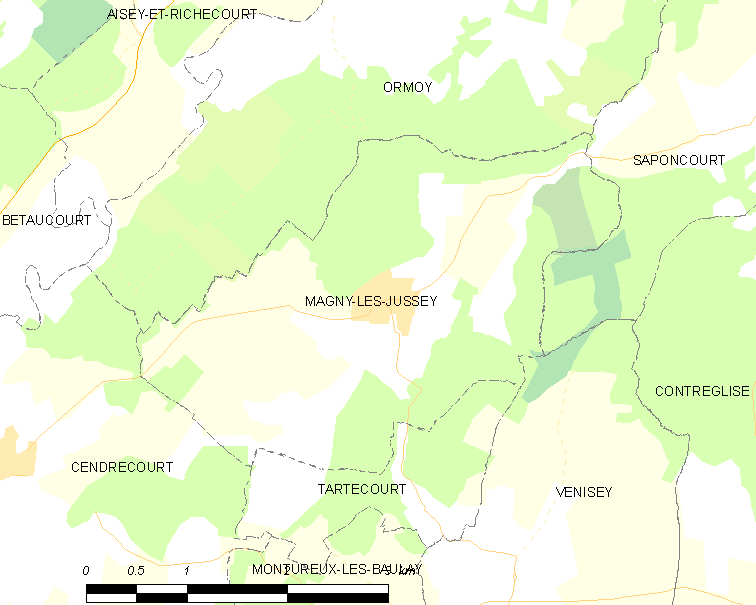
马尼莱瑞塞的OSM定位图

马尼莱瑞塞的时区为UTC+01:00、UTC+02:00（夏令时）。

## 行政
马尼莱瑞塞的邮政编码为70500，INSEE市镇编码为70320。

## 政治
马尼莱瑞塞所属的省级选区为瑞塞县。

## 人口

1962-2008年间马尼莱瑞塞人口变化图示

马尼莱瑞塞于2022年1月1日时的人口数量为95人。